# С-34-II

## История
122 мм танково оръдие С-34-II е проектирано в Централното артилерийско конструкторско бюро през 1944 г., на базата на 100 мм танково оръдие С-34. Първоначално идеята е била с него да бъде заменено оръдието Д-25Т на танка ИС-2.
Новото оръдие има съществени преимущества пред Д-25. Конструкцията му се оказава по-издръжлива и по този начин се повишава темпът на стрелба. Отсъствието на дулен спирач намалява демаскиращия ефект при стрелба и риска от поражения с дулните газове върху собствената пехота и танковия десант. Снабдено е с дотиквач на снаряда и устройство за продухване на цевта със сгъстен въздух при отваряне на затвора. Това увеличило скорострелността и намалило загазоването на бойното отделение.
Оръдието имало един съществен недостатък – поради конструктивните си особеност възниква необходимост от съществено препроектиране на куполата на танка – преместване на мерача в дясната част на купола (подобно на ИС-100). Съветското ръководство счело, че бойните качества на танка, въоръжен с С-34-II са се повишили несъществено, а в същото време разходите по модифициране ще бъдат големи. Поради това танкът не бил превъоръжен с новото оръдие.
Взето било решени със С-34-II да бъде въоръжен прототипът ИС-4, който трябвало да влезе на въоръжение през 1945 г. Танкът успешно преминава всички изпитания, но надделява мнението, че задачите, стоящи пред танковите войски на този етап, могат успешно да бъдат решени с наличното 122 мм танково оръдие Д-25Т. Предвиждало се новото поколение тежки танкове да бъдат въоръжени със 130 мм или 152 мм оръдия. По тези причини по-нататъшната работа по С-34-II била спряна.